# Ana Roque de Duprey
Ana Roque de Duprey, född 1853, död 1933, var en puertoricansk författare, lärare och rösträttsaktivist. Hon spelade en ledande roll inom rörelsen för rösträtt för kvinnor i Puerto Rico. 
Hon grundade 1917 Liga Femínea Puertorriqueña (Liga Social Sufragista), den första rösträttsföreningen och även den första kvinnorättsorganisationen på Puerto Rico. 